# Кадаре, Хелена
Хеле́на Када́ре (алб. Helena Kadare), также известна как Елена Кадаре или Хелена Гуши-Кадаре (род. 1943, Влёра) — албанская писательница и переводчица.
Окончила Тиранский университет, работала в газетах и издательствах. Первая женщина, издавшая роман на албанском языке (Një lindje e vështirë, «Тяжелое рождение», 1970).
С 1990 года вместе со своим мужем, известным писателем Исмаилом Кадаре, живёт в Париже.
Также занимается литературными переводами на албанский язык (в основном с французского).

## Награды
- 2011 — Autorja e Vitit (Автор года в Албании)